# 大倉山站 (兵庫縣)
大倉山站（日语：／ Ōkurayama eki */?）是一個位於日本兵庫縣神戶市中央區楠町，屬於神戶市營地下鐵西神·山手線的鐵路車站。車站編號是S05。車站主題是「光與雕刻」。

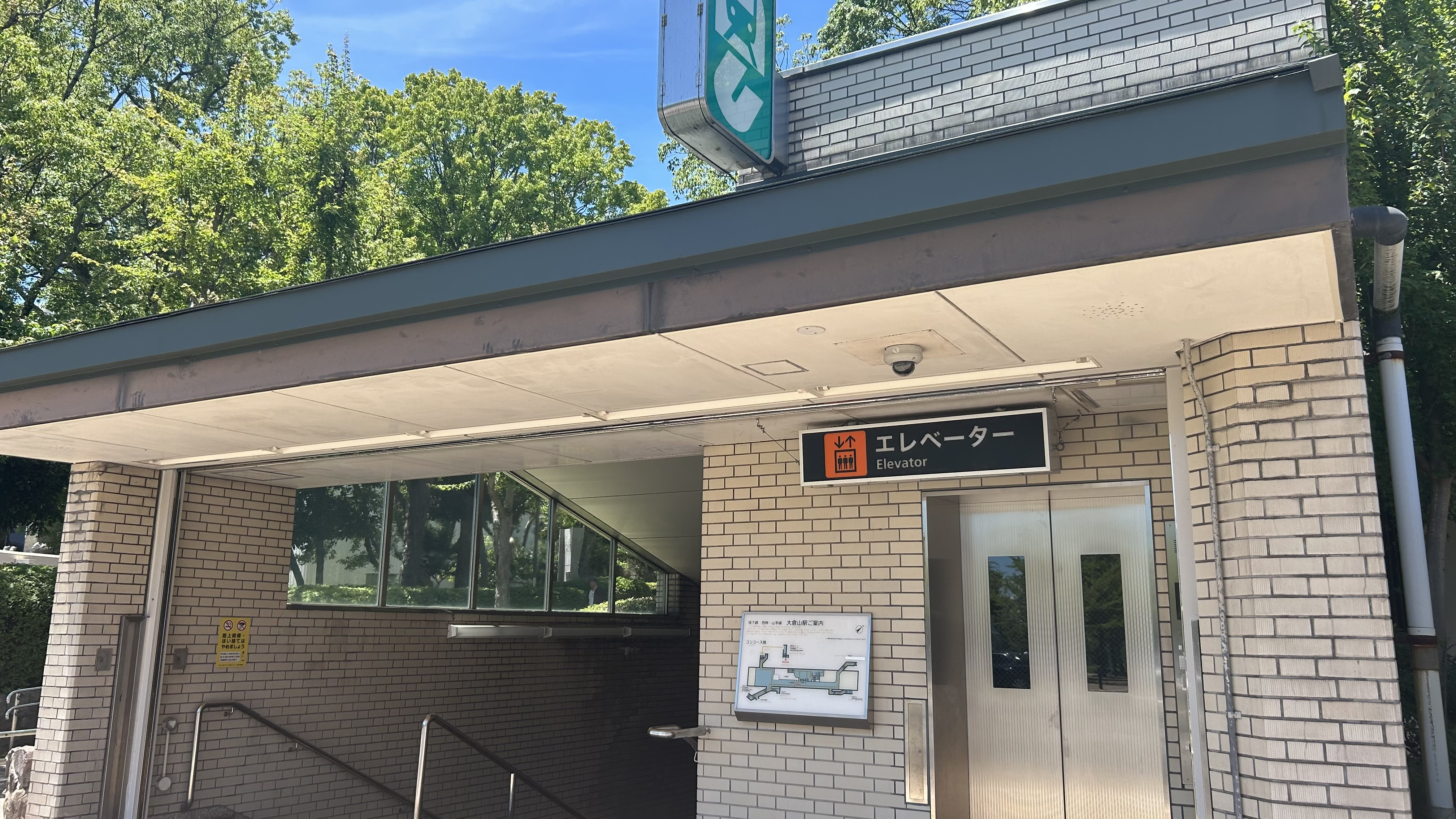
西1出入口（2024年7月）

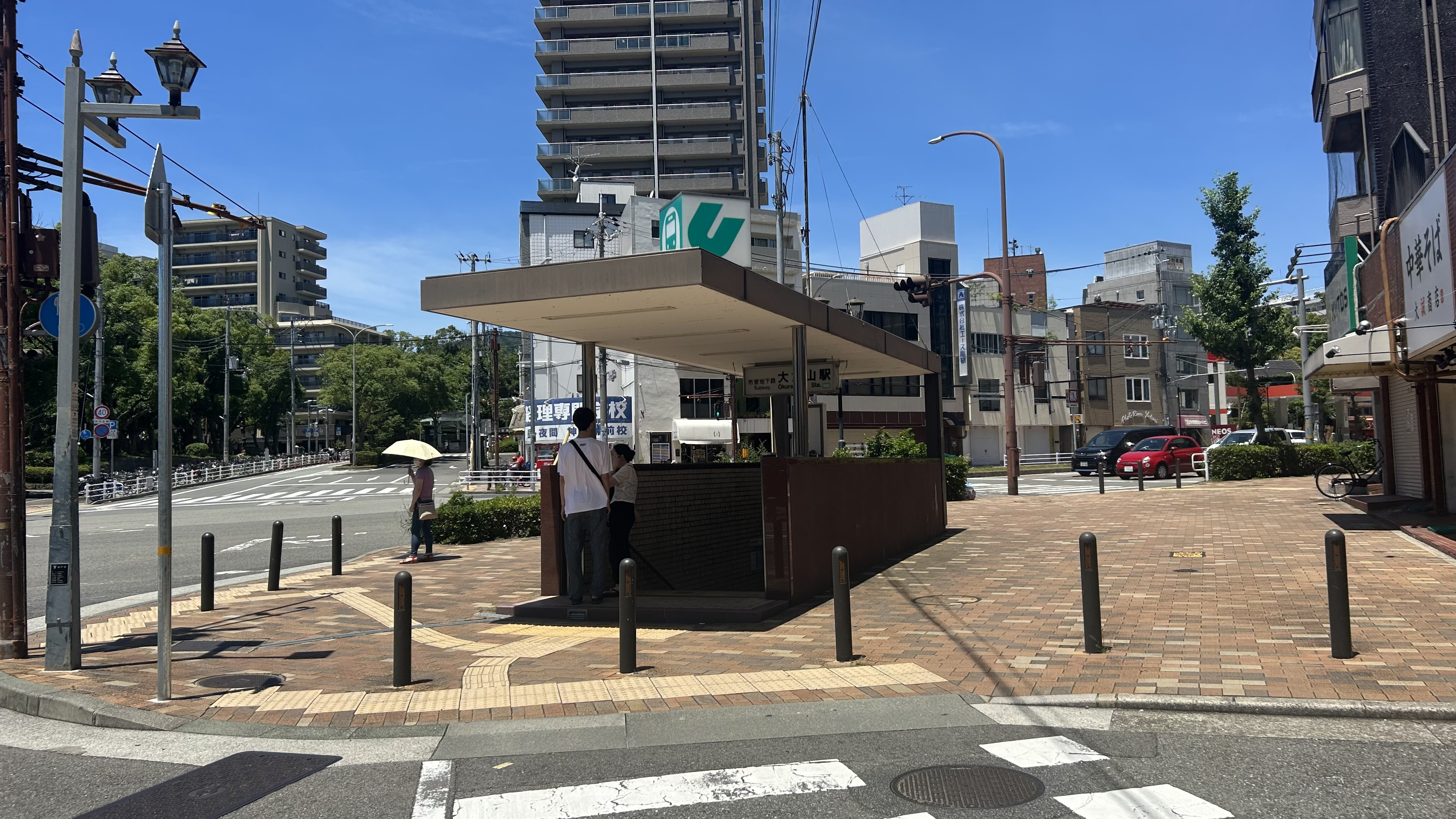
西3出入口（2024年7月）

## 歷史
- 1983年（昭和58年）6月17日：開始營業[1]。當初是終點站[1]。
- 1985年（昭和60年）6月18日：延長至新神戶站，成為中途站[1]。
- 1993年（平成5年）7月9日 : 開通快速列車，部份列車不停靠本站。
- 1995年（平成7年）
  - 1月17日：受阪神大地震影響無法通行。
  - 2月16日：恢復營業。
  - 7月21日 : 震災後停駛的快速列車正式廢止。
- 2011年（平成23年） : 以兩年為期間，在車站站名下方加上「湊川神社前」（湊川神社前）廣告字樣[2][3]。

## 結構
地下1樓有大堂、閘口，地下2樓是島式月台的地底車站。
由於曾為終點，車站西神中央方向設有橫渡線。

### 月台配置
| 月台 | 路線         | 目的地                 |
| ---- | ------------ | ---------------------- |
| 1    | 西神・山手線 | 三宮、新神戶、谷上方向 |
| 2    | 西神・山手線 | 名谷、西神中央方向     |

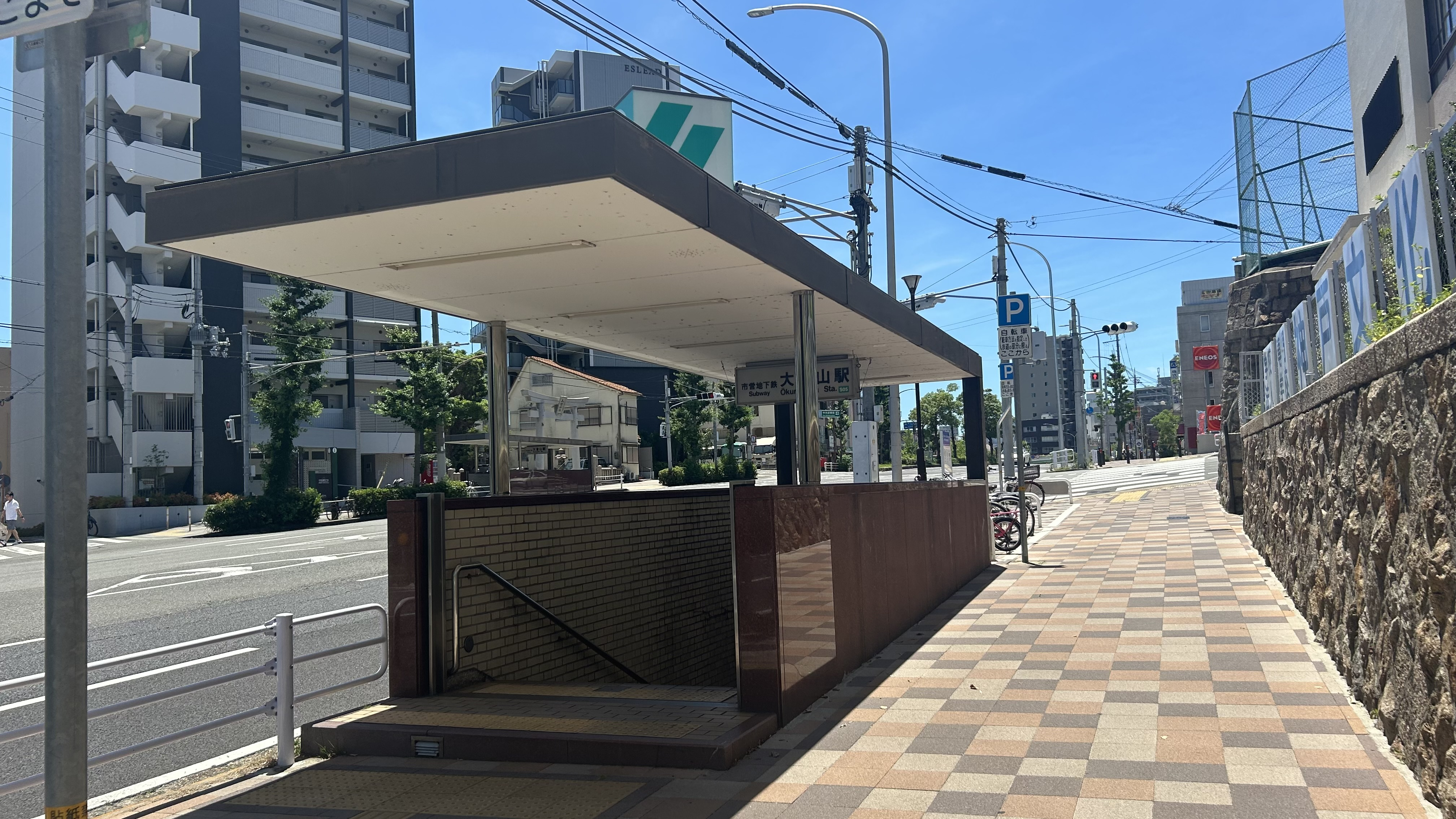
東1出入口（2024年7月）
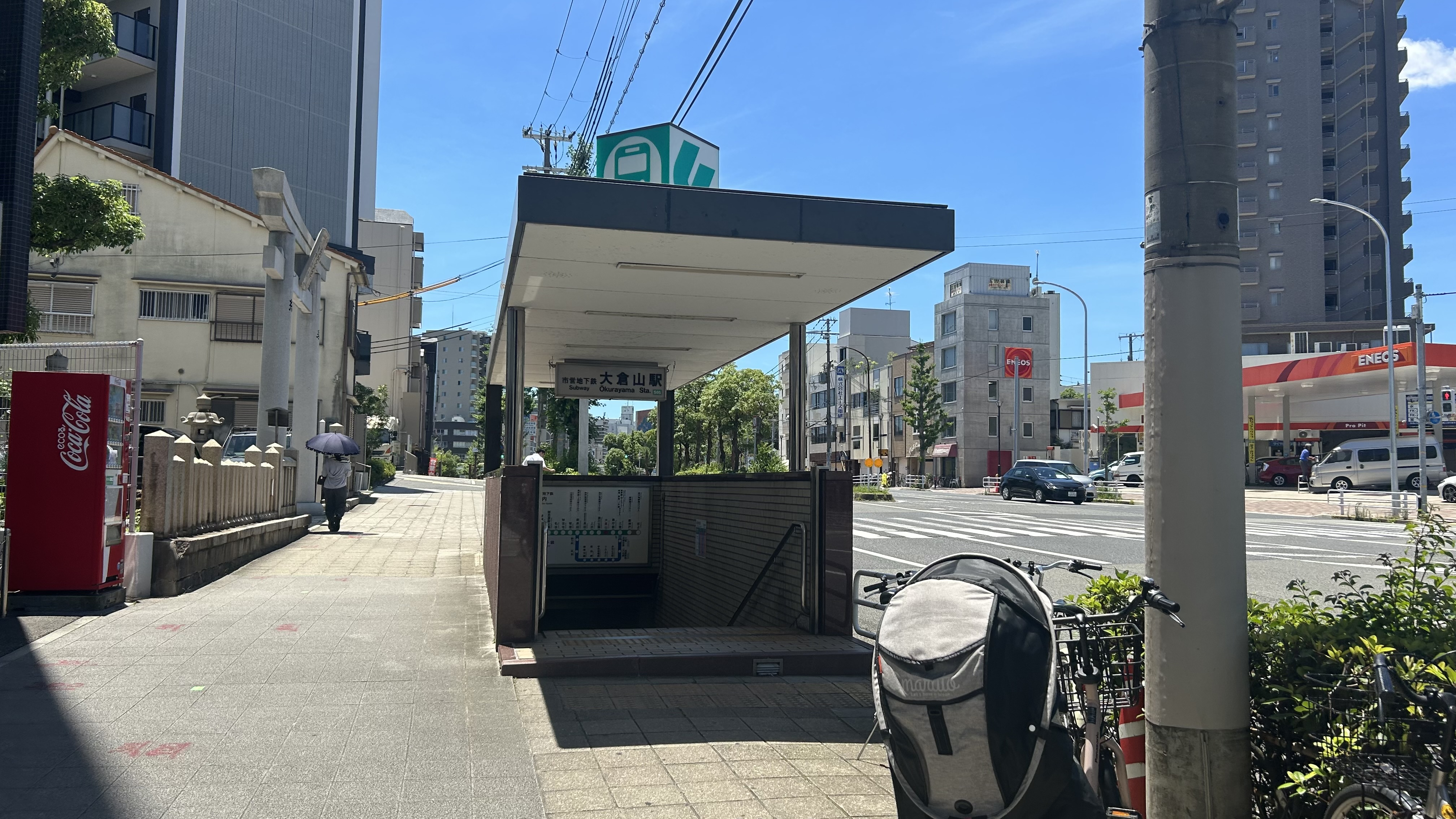
東2出入口（2024年7月）
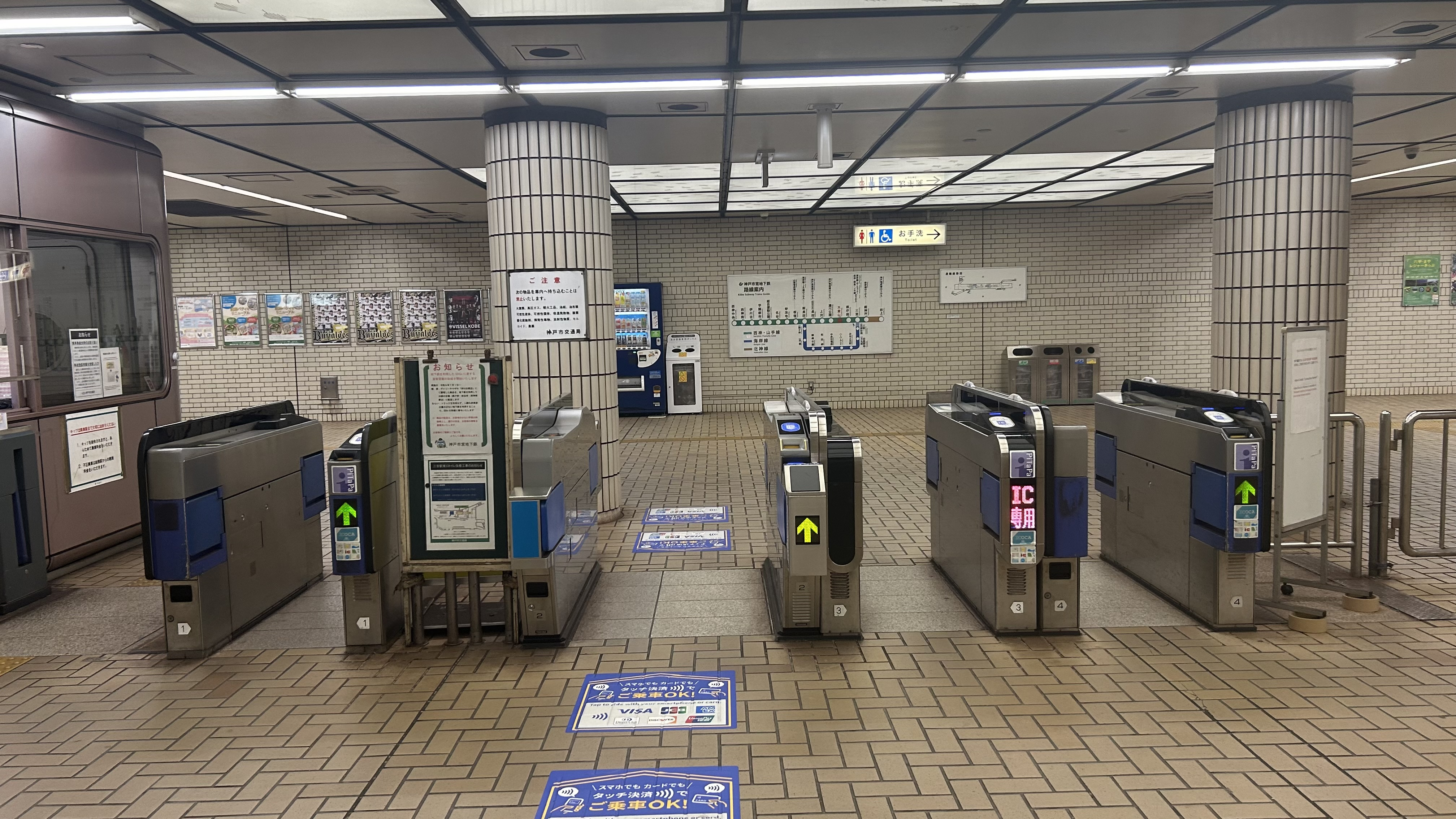
驗票口（2024年7月）
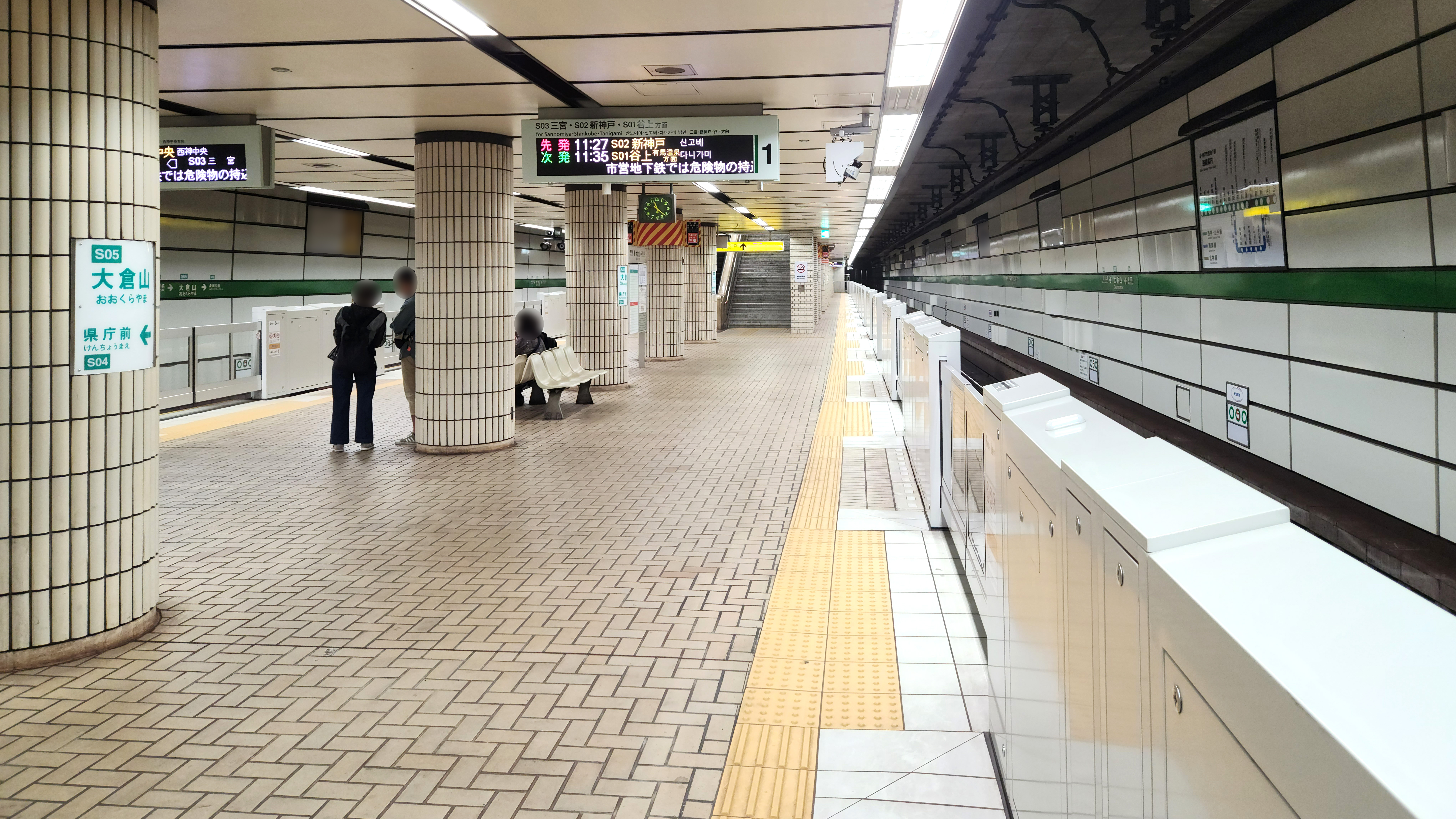
月台（2023年10月）

## 使用情況
2016年（平成28年）度1日平均上車人次為5,734人。
近年的1日平均上車人次推移如下表。
| 年度               | 1日平均 上車人次 |
| ------------------ | ---------------- |
| 1995年（平成07年） | 5,995            |
| 1996年（平成08年） | 5,988            |
| 1997年（平成09年） | 5,987            |
| 1998年（平成10年） | 5,696            |
| 1999年（平成11年） | 5,625            |
| 2000年（平成12年） | 5,211            |
| 2001年（平成13年） | 6,418            |
| 2002年（平成14年） | 5,861            |
| 2003年（平成15年） | 5,715            |
| 2004年（平成16年） | 5,548            |
| 2005年（平成17年） | 5,483            |
| 2006年（平成18年） | 5,579            |
| 2007年（平成19年） | 5,459            |
| 2008年（平成20年） | 5,671            |
| 2009年（平成21年） | 5,358            |
| 2010年（平成22年） | 5,532            |
| 2011年（平成23年） | 5,464            |
| 2012年（平成24年） | 5,506            |
| 2013年（平成25年） | 5,609            |
| 2014年（平成26年） | 5,641            |
| 2015年（平成27年） | 5,723            |
| 2016年（平成28年） | 5,734            |

## 相鄰車站
神戶市交通局（神戶市營地下鐵）
西神·山手線 
縣廳前（S04）－大倉山（S05）－湊川公園（S06）

## 外部連結
- 大倉山站 （页面存档备份，存于） - 神戶市交通局（日語）